# Катриэль, Хуан Хосе
Хуан Хосе Катриэль (исп. Juan José Catriel; 1838, колония Ньевас — 1910, Олаваррия) — индейский вождь пампы из династии Катриэлей (1874—1910).

## Биография
Родился в 1838 году в колонии Ньевас в провинции Буэнос-Айрес. Сын индейского лидера Хуана «Молодого» Катриэля (1807—1866), младший брат и преемник Сиприано Катриэля (1837—1874).
Хуан Хосе Катриэль действовал в период с 1865 по 1878 год. После смерти своего брата Сиприано, казненного за участие в гражданской войне, он остался во главе фракции «Катриэлерос» и продолжал жить в том же месте, недалеко от Асула, традиционного места обитания этой фракции. Новый начальник пограничной охраны Николас Левалье потребовал, чтобы они оставались только в этом районе. Со своей стороны, военный министр Адольфо Альсина решил потребовать, чтобы они покинули район Асуль, без какой-либо компенсации или каких-либо гарантий того, куда они направятся. Коренные народы были изгнаны со своих земель, чтобы военные лидеры и их друзья могли купить больше земли.
Вскоре после этого более сотни людей Катриэля были арестованы по несправедливому обвинению в попытке мятежа. Кроме того, был организован перевод всех членов семьи Катриэль в два разных гарнизона, расположенных недалеко друг от друга, но обеспечивающих постоянное сокращение численности семей. С тех пор Хуан Хосе не хотел больше иметь никаких дел с властями, поскольку был убежден в своей полной свободе и в том, что он является естественным и неограниченным владельцем земли, на которой он стоит. Он считал своего старшего брата Сиприано предателем рода и пользовался услугами аргентинских креолов, чтобы красть их имущество или получать муку, мясо, травы, табак и одежду. Сиприано, с другой стороны, как и его отец или другие вожди, жившие в соответствии с соглашениями с правительством провинции Буэнос-Айрес, разводили коров, овец и лошадей и сажал кукурузу и овес, чтобы прокормить их.
Это необдуманное изменение, явно направленное на ослабление коренных народов, привело к тому, что многие индейцы Катриэля присоединились к «Малон Гранде» 1875 года. Люди из последнего и из Намункуры восстали и добились проведения последней большой облавы в рамках малона. Их преследовали, и индейцам Катриэля пришлось перебраться в пустыню. Аргентинские солдаты отправились туда на его поиски, но Хуан Хосе и его брат Марселино спаслись, потому что накануне они перенесли свой лагерь на шесть лиг дальше. Однако армия продолжала неустанно преследовать их и заставляла жить как кочевники, к чему они не привыкли. Вскоре после этого началось строительство рва Альсина, что повлекло за собой значительное увеличение земель для белых и потерю коренными народами их лучших откормочных полей.
Мужчин Катриэля преследовали без каких-либо ограничений только за то, что они были коренными жителями, забывая о той лояльности, которую эти коренные жители всегда проявляли по отношению к правительству. Различные аргентинские дивизии по очереди продвигались через пустыню, всегда в поисках самых недоступных укрытий, куда отступали люди Катриэля. Пять последовательных боёв были неблагоприятными для коренных народов, особенно из-за современного огнестрельного оружия, используемого военными.
Преследуемый со всех сторон и полуголодный, Хуан Хосе Катриэль и около пятисот улан в конце концов сдались в Кармен-де-Патагонес полковнику Лоренцо Винтеру в декабре 1878 года. Вожди были посажены на корабли и доставлены на остров Мартин-Гарсия. Их поля были разделены между русскими и немецкими поселенцами, а лидеры, которые могли их защитить, были заключены в тюрьму и закованы в кандалы.
В 1886 году Хуан Хосе Катриэль был отпущен на свободу, он поселился в районе Сьерра-Чика в округе Олаваррия, где занялся добычей камня в карьерах или его измельчением для производства извести или цемента. Он жил один со своей женой на краю гор.
Он умер от рака 16 ноября 1910 года. Его преемником на посту командующего остатками партии стал его старший брат Марселино Катриэль.